# Gandhi (film)
A Gandhi egy 1982-ben bemutatott brit-indiai életrajzi film, amely Mahatma Gandhi, a 20. században a Brit Rádzs elleni erőszakmentes, nem együttműködő indiai függetlenségi mozgalom vezetőjének életén alapul. Az India és az Egyesült Királyság koprodukciójában készült filmet Richard Attenborough rendezte és gyártotta John Briley forgatókönyvéből. A címszerepet Ben Kingsley játssza. A film Gandhi életét az 1893-as meghatározó pillanattól kezdve, amikor egy dél-afrikai vonatról leszállítják, mert csak fehérek számára fenntartott fülkében tartózkodott, egészen az 1948-as merényletéig és temetéséig. Bár Gandhi gyakorló hindu volt, más vallások, különösen a kereszténység és az iszlám felvállalását is bemutatják.
Gandhi 1982. november 30-án került a mozikba Indiában, december 3-án az Egyesült Királyságban, december 8-án pedig az Egyesült Államokban. A filmet dicsérték Gandhi életének, az indiai függetlenségi mozgalomnak és a brit gyarmatosítás Indiára gyakorolt romló hatásainak történelmileg pontos ábrázolása, a gyártási értékek, a jelmeztervezés és Kingsley alakítása miatt, amelyet világszerte elismeréssel fogadtak a kritikusok. A film kereskedelmi sikert aratott, 22 millió dolláros költségvetésből 127,8 millió dolláros bevételt hozott.
A film az 55. Oscar-díjkiosztón tizenegy jelölést kapott, és nyolc díjat nyert (többet, mint bármely más, abban az évben jelölt film), köztük a legjobb film, a legjobb rendező és a legjobb színész (Kingsley) díját. A filmet 2016. augusztus 12-én utólagosan levetítették az indiai filmfesztiválok igazgatósága és a védelmi minisztérium által közösen rendezett Függetlenség napi filmfesztivál nyitófilmjeként, az indiai függetlenség kikiáltásának 70. évfordulóján. A Brit Filmintézet a Gandhit a 20. század 34. legjobb brit filmjeként tartja számon.

## Cselekmény
1948. január 30-án az idős Gandhit egy esti imaórára menet az esti sétára segítik, ahol nagyszámú üdvözlővel és csodálóval találkozik. Az egyik látogató, Nathuram Godse közvetlen közelről mellkason lövi. Gandhi felkiált: "Ó, Istenem!", majd holtan esik össze. Állami temetését mutatják be, a menetben több millió ember vesz részt az élet minden területéről, egy rádióriporter ékesszólóan beszél Gandhi világmegváltó életéről és munkásságáról.
1893 júniusában a 23 éves Gandhit kidobják egy dél-afrikai vonatról, mert indiai származása ellenére első osztályú jegye lévén, első osztályú fülkében ül. Rájön, hogy a törvények elfogultak az indiaiakkal szemben, ezért elhatározza, hogy erőszakmentes tiltakozó kampányt indít az összes dél-afrikai indiai jogaiért, azzal érvelve, hogy ők brit alattvalók, és ugyanazok a jogok és kiváltságok illetik meg őket. Számos letartóztatás és nemkívánatos nemzetközi figyelem után a kormány végül enged, és elismeri az indiaiak bizonyos jogait.
1915-ben dél-afrikai győzelme nyomán Gandhit visszahívják Indiába, ahol immár nemzeti hősként tekintenek rá. Arra ösztönzik, hogy vegye fel a harcot India függetlenségéért (Swaraj, Quit India) a Brit Birodalomtól. Gandhi beleegyezik, és példátlan méretű erőszakmentes, együttműködés nélküli kampányt indít, amely országszerte indiaiak millióit koordinálja. Vannak kudarcok, mint például a tüntetők elleni erőszak, Gandhi időnkénti bebörtönzése és az 1919-es Jallianwala Bagh-i mészárlás.
Ennek ellenére a kampány nagy figyelmet kelt, és Nagy-Britannia erős nyilvános nyomással szembesül. 1930-ban Gandhi a nagy szimbolikus jelentőségű Sómenettel tiltakozik a britek által kivetett sóadó ellen. Londonba is utazik egy konferenciára, amely Nagy-Britannia Indiából való esetleges távozásáról szól, ez azonban eredménytelennek bizonyul. Gandhi a második világháború nagy részét börtönben tölti, ez idő alatt meghal a felesége. A háború befejezése után India végül elnyeri függetlenségét. Az indiaiak ünneplik ezt a győzelmet, de a gondjaik még korántsem értek véget. Az országot ezután a vallás osztja meg. Úgy döntenek, hogy India északnyugati területe és keleti része (a mai Banglades), ahol a muszlimok vannak többségben, Pakisztán néven új országgá alakul. Azt remélik, hogy a muszlimok különálló országban való élésének ösztönzésével az erőszak csökken. Gandhi ellenzi az ötletet, és még azt is hajlandó megengedni, hogy Muhammad Ali Dzsinnah legyen India első miniszterelnöke, de India felosztását mégis végrehajtják. A hinduk és muszlimok közötti vallási feszültségek országos erőszakba torkollnak. Gandhi elborzadva éhségsztrájkot hirdet, mondván, hogy addig nem eszik, amíg a harcok meg nem szűnnek. A harcok végül meg is szűnnek.
Gandhi utolsó napjait azzal tölti, hogy megpróbál békét teremteni a két nemzet között. Ezzel mindkét oldalon sok disszidensre haragszik, akik közül az egyik (Godse) részt vesz a meggyilkolására irányuló összeesküvésben. Gandhit elhamvasztják, és hamvait a szent Gangeszbe szórják. Miközben ez történik, a nézők Gandhit hallják egy másik hangfelvételen a film korábbi részéből.

## Szereplők
| Karakter                     | Színész              | Magyar hang (1984) |
| ---------------------------- | -------------------- | ------------------ |
| Mahatma Gandhi               | Ben Kingsley         | Fodor Tamás        |
| Margaret Bourke-White        | Candice Bergen       | Borbás Gabi        |
| Dyer tábornok                | Edward Fox           | Somogyvári Pál     |
| Lord Irwin                   | John Gielgud         | Szabó Sándor       |
| Broomfield bíró              | Trevor Howard        | Kun Vilmos         |
| Az alkirály                  | John Mills           | Buss Gyula         |
| Walker                       | Martin Sheen         | Botár Endre        |
| Charlie Andrews              | Ian Charleson        | Benkő Péter        |
| Kalauz a vonaton             | Marius Weyers        | Füzessy Ottó       |
| Herman Kallenbach            | Günther Maria Halmer | Márton András      |
| Sardar Patel                 | Saeed Jaffrey        | Szacsvay László    |
| Mirabehn                     | Geraldine James      | Szegedi Erika      |
| Motilal Nehru                | Sudarshan Sethi      | Surányi Imre       |
| Kahn                         | Amrish Puri          | Kertész Péter      |
| Pandit Nehru                 | Roshan Seth          | Rajhona Ádám       |
| Kasturba Gandhi              | Rohini Hattangady    | Nagy Anna          |
| Felettes rendőr              | Ian Bannen           | Tolnai Miklós      |
| Főtitkár                     | Michael Bryant       | Dunai Tamás        |
| Főügyész                     | John Clements        | Gruber Hugó        |
| Collins                      | Richard Griffiths    | Lőte Attila        |
| Kinnoch                      | Nigel Hawthorne      | Szatmári István    |
| G.O.C.                       | Bernard Hepton       | Bitskey Tibor      |
| Sir George Hodge             | Michael Hordern      | Láng József        |
| Gokhale professzor           | Shreeram Lagoo       | Képessy József     |
| Nahari                       | Om Puri              | Surányi Imre       |
| Maulana Azad                 | Virendra Razdan      | Ujréti László      |
| Sir Edward Gait              | Richard Vernon       | Zenthe Ferenc      |
| Prakash                      | Prabhakar Patankar   | Várkonyi András    |
| Angol újságíró               | John Naylor          | Végvári Tamás      |
| Kommentátor a temetésen      | Shane Rimmer         | Vajda László       |
| Lord Louis Mountbatten       | Peter Harlowe        | Bács Ferenc        |
| J.B. Kripalani               | Anang Desai          | Koroknay Géza      |
| Európai utas                 | Peter Cartwright     | Horkai János       |
| Tyeb Mohammed                | Alok Nath            | Rudolf Péter       |
| Singh                        | Dean Gasper          | Versényi László    |
| Őrmester                     | Ken Hutchison        | Dobránszky Zoltán  |
| Colin                        | Daniel Day-Lewis     | Csuja Imre         |
| Bányaigazgató                | John Savident        | Ujlaki Dénes       |
| Lovas rendőrőrmester         | John Patrick         | Makay Sándor       |
| Bányász                      | Dina Nath            | Kránitz Lajos      |
| Daniels-titkár               | David Gant           | Szuhay Balázs      |
| Biciklis rendőr              | Chandrakant Thakkar  | Balázsi Gyula      |
| Parancsnok                   | Dominic Guard        | Kőszegi Ákos       |
| Putnam őrmester              | Bernard Hill         | Gáspár Sándor      |
| Faluvezető                   | Rama Kant Jha        | Kenderesi Tibor    |
| Rendőr                       | Subhash Gupta        | Cs. Németh Lajos   |
| Parancsnok                   | Keith Drinkel        | Szokolay Ottó      |
| Bíró                         | Gerald Sim           | Kaló Flórián       |
| Nehru barátja                |                      | Hirtling István    |
| Titkár                       | Gareth Forwood       | Csernák János      |
| Sofőr                        | Vijay Crishna        | Rátóti Zoltán      |
| Szónok Jallianwalla Bagh-nél | Gurcharan Singh      | Hegedűs D. Géza    |
| Kormányzati ügyész           | Geoffrey Chater      | Rátonyi Róbert     |
| Indiai ügyész                | Habib Tanveer        | Szatmári István    |
| Lord Hunter                  | Ernest Clark         | Bálint György      |
| Dandártábornok               | James Cossins        | Kautzky József     |
| Rendőrfőkapitány             | Barry John           | Gáti Oszkár        |
| Edgar tábornok               | Bernard Horsfall     | Bitskey Tibor      |
| Dandártábornok               | Richard Leech        | Kun Vilmos         |
| Ramsay MacDonald             | Terrence Hardiman    | Dózsa László       |
| Nehru segédje                | Karkirat Singh       | Csernák János      |
| Colin anyja                  | Avis Bunnage         | Czigány Judit      |
| Férfi a hajón                | David Markham        | Szoó György        |
| Ezredes                      | Jon Croft            | Kézdy György       |
| Őrnagy                       | Jack McKenzie        | Szokolay Ottó      |
| Orvos                        | Tom Alter            | Papp János         |
| Fényképész                   |                      | Kiss László        |

## Produkció
Ez a film Richard Attenborough álomprojektje volt, bár két korábbi forgatási kísérlete kudarcba fulladt. 1952-ben Gabriel Pascal megállapodást kötött India miniszterelnökével, Dzsaváharlál Nehruval, hogy filmet készít Gandhi életéről. Pascal azonban 1954-ben meghalt, mielőtt az előkészületek befejeződtek volna.
1962-ben Attenborough-val kapcsolatba lépett Motilal Kothari, egy indiai születésű köztisztviselő, aki az Indiai Nagykövetségen dolgozott Londonban, és Gandhi hívő követője volt. Kothari ragaszkodott hozzá, hogy Attenborough találkozzon vele, hogy megbeszéljék egy Gandhiról szóló film elkészítését. Attenborough beleegyezett, miután elolvasta Louis Fischer Gandhi-életrajzát, és a következő 18 évet azzal töltötte, hogy megpróbálta elkészíteni a filmet. Lord Louis Mountbattennel, India utolsó brit alkirályával való kapcsolata révén találkozhatott Nehru miniszterelnökkel és leányával, Indira Gandhival. Nehru jóváhagyta a filmet, és megígérte, hogy segít támogatni a gyártását, de 1964-ben bekövetkezett halála a film egyik hátráltató tényezője lett. Attenborough a filmet Kothari, Mountbatten és Nehru emlékének ajánlotta.
David Lean és Sam Spiegel azt tervezte, hogy a Híd a Kwai folyón befejezése után filmet készítenek Gandhiról, állítólag Alec Guinnessszel, mint Gandhi. A projektet végül elvetették az Arábiai Lawrence (1962) javára. Attenborough vonakodva kereste meg Leant a saját Gandhi-projektjével az 1960-as évek végén, és Lean beleegyezett a film rendezésébe, és felajánlotta Attenborough-nak a főszerepet. Ehelyett Lean elkezdte forgatni a Ryan lányát, ezalatt Motilai Kothari meghalt, és a projekt szétesett.
Attenborough 1976-ban a Warner Brothers támogatásával ismét megpróbálta feltámasztani a projektet. Ekkor Indira Gandhi miniszterelnök szükségállapotot hirdetett Indiában, és a forgatás lehetetlenné vált. A társproducer Rani Dube meggyőzte Indira Gandhi miniszterelnököt, hogy az első 10 millió dollárt az indiai Nemzeti Filmfejlesztési Társaságtól (National Film Development Corporation of India), amelynek elnöke akkoriban D. V. S. Raju volt, biztosítsa, és ennek köszönhetően végül sikerült előteremteni a finanszírozás fennmaradó részét. Végül 1980-ban Attenborough-nak sikerült megszereznie a film elkészítéséhez szükséges finanszírozás fennmaradó részét. John Briley forgatókönyvíró mutatta be őt Jake Ebertsnek, az új Goldcrest produkciós cég vezérigazgatójának, aki a film költségvetésének mintegy kétharmadát szerezte meg.
A forgatás 1980. november 26-án kezdődött és 1981. május 10-én ért véget. Néhány jelenetet a bihari Koilwar híd közelében forgattak. A temetési jelenethez több mint 300 000 statisztát használtak fel, a Guinness Rekordok Könyve szerint a legtöbbet bármely filmben.

## Szereplőválogatás
A forgatás előtti időszakban sok találgatás folyt arról, hogy ki játssza majd Gandhi szerepét. A választás Ben Kingsley-re esett, aki részben indiai származású (apja gudzsarati volt, születési neve pedig Krishna Bhanji).

## Megjelenés
A Gandhi bemutatóját 1982. november 30-án tartották Újdelhiben, Indiában. Két nappal később, december 2-án a londoni Odeon Leicester Square-en volt a királyi premier, Károly herceg és Diana hercegnő jelenlétében. Az Egyesült Államokban 1982. december 8-án, szerdán, korlátozott számban mutatták be, majd 1983 januárjában szélesebb körben is bemutatták.